# Pasquale Quaremba
Pasquale Quaremba (Muro Lucano, 19 luglio 1905 – Muro Lucano, 16 dicembre 1986) è stato un vescovo cattolico italiano.

## Biografia

### Gli anni giovanili e il sacerdozio
Da giovane aveva usufruito di una borsa di studio presso il seminario arcivescovile di Benevento. Papa Benedetto XIII, infatti, discendente della famiglia Orsini, feudataria di Muro Lucano, aveva costituito un fondo riservato alla formazione dei futuri sacerdoti della diocesi di Muro Lucano.
Fu ordinato sacerdote il 15 luglio 1928 da Giuseppe Scarlata, vescovo di Muro Lucano.

### Vescovo a Tursi
Mentre ricopriva l'ufficio di arciprete nella cattedrale della sua diocesi natale, il 10 marzo 1947, all'età di 41 anni, fu eletto, da papa Pio XII, vescovo di Anglona-Tursi. Ricevette l'ordinazione episcopale, il 30 giugno 1947,  dal cardinale Alessio Ascalesi, C.PP.S., arcivescovo metropolita di Napoli, consacrante principale e da Bartolomeo Mangino, vescovo di Caserta, e Giacomo Palombella, vescovo di Muro Lucano, co-consacranti principali.
L'amministratore apostolico Ferdinando Bernardi, arcivescovo di Taranto, il clero e l'intera diocesi lo accolsero come nuovo vescovo a Tursi, dopo circa due anni di sede vacante, dopo la rinuncia del predecessore frate cappuccino Lorenzo Giacomo Inglese.
Istituì nel 1947 la prima scuola media di Tursi; sempre a Tursi, verso la fine degli anni quaranta ristrutturò e adibì a ospedale il Convento dei Cappuccini; nel 1950 contribuì alla realizzazione dell'Asilo Infantile Parrocchiale di Fardella, come riportato sulla targa commemorativa.
Nel 1951, in occasione del cinquantenario dell'incoronazione della "Vergine di Anglona" del 1901, indisse un Congresso Eucaristico Mariano, preceduto dalla Peregrinatio della statua per tutti i paesi della diocesi.
Il 20 giugno 1956 fu trasferito alla diocesi di Gallipoli.

### Vescovo a Gallipoli
Fece l'ingresso ufficiale nella città e diocesi di Gallipoli, il 9 settembre 1956, quale successore di Biagio D'Agostino.
Dimostrò una particolare sollecitudine verso il seminario diocesano, che in seguito, a causa della crisi delle vocazioni sacerdotali, fu costretto a chiudere.
Indisse visite pastorali nel territorio della sua diocesi negli anni 1956, 1960, 1964 e 1974.
Fra le proposte di mons. Carlo Ferrari alla Commissione preparatoria del Concilio Vaticano II, redatte nel 1959, sono presenti anche quelle di mons. Quaremba, dedicate in particolare: per la Dogmatica, alla condanna del materialismo dialettico e storico; per la Morale, ai principi morali del matrimonio, con riferimento anche al metodo Ogino-Knaus e alla fecondazione artiﬁciale; per la Liturgia, alla revisione dei riti e dei libri liturgici e all'uso della lingua volgare; per la Disciplina, al celibato ecclesiastico.
Consacrò, nel 1963, la chiesa di santa Maria Goretti, a Tuglie, che elevò a parrocchia; eresse, nel 1974, a Gallipoli, la parrocchia di san Gerardo Maiella  e ne pose la prima pietra; il sacro edificio fu ultimato da mons. Aldo Garzia, dopo il ritiro del Quaremba per raggiunti limiti di età.
Istituì anche una vicaria autonoma dedicata a san Gabriele dell'Addolorata, ubicata nella località balneare denominata Baia Verde.
Tra i progetti volti al rinnovamento della fede, si ricordano, in particolare, la celebrazione dell'anno Cristologico, in occasione del 25º dalla sua consacrazione episcopale, concluso, il 30 giugno 1972, da Pericle Felici, e le celebrazioni per la riapertura, dopo i lavori di restauro, della cattedrale di Sant'Agata, svoltesi tra il 20 e 27 gennaio 1979, a ricordo dei quali fu posta nel 1980 nella cattedrale una lapide.
Tra le celebrazioni cui prese parte si ricordano, nel 1967, i festeggiamenti in onore di sant'Antonio di Padova presso l'omonima basilica di Messina, nel 60º anniversario della sua statua.
Fu anche cameriere segreto del papa; ora gli assistenti personali del pontefice vengono detti aiutanti di camera.
Nel 1979 la civica amministrazione gli conferì la cittadinanza onoraria.
Verso l'estate del 1982 lasciò la diocesi, per raggiunti limiti d'età, per far ritorno alla sua cittadina natale ove si spense il 16 dicembre 1986.

## Onorificenze
- Conferimento della cittadinanza onoraria, del comune di Gallipoli, 1979.

## Genealogia episcopale
La genealogia episcopale è:
- Cardinale Scipione Rebiba
- Cardinale Giulio Antonio Santori
- Cardinale Girolamo Bernerio, O.P.
- Arcivescovo Galeazzo Sanvitale
- Cardinale Ludovico Ludovisi
- Cardinale Luigi Caetani
- Cardinale Ulderico Carpegna
- Cardinale Paluzzo Paluzzi Altieri degli Albertoni
- Papa Benedetto XIII
- Papa Benedetto XIV
- Papa Clemente XIII
- Cardinale Marcantonio Colonna
- Cardinale Giacinto Sigismondo Gerdil, B.
- Cardinale Giulio Maria della Somaglia
- Cardinale Carlo Odescalchi, S.I.
- Cardinale Costantino Patrizi Naro
- Cardinale Serafino Vannutelli
- Cardinale Domenico Serafini
- Cardinale Alessio Ascalesi, C.PP.S.
- Vescovo Pasquale Quaremba